# Centrophorus atromarginatus
Centrophorus atromarginatus är en hajart som beskrevs av Garman 1913. Centrophorus atromarginatus ingår i släktet Centrophorus och familjen Centrophoridae. IUCN kategoriserar arten globalt som otillräckligt studerad. Inga underarter finns listade i Catalogue of Life.

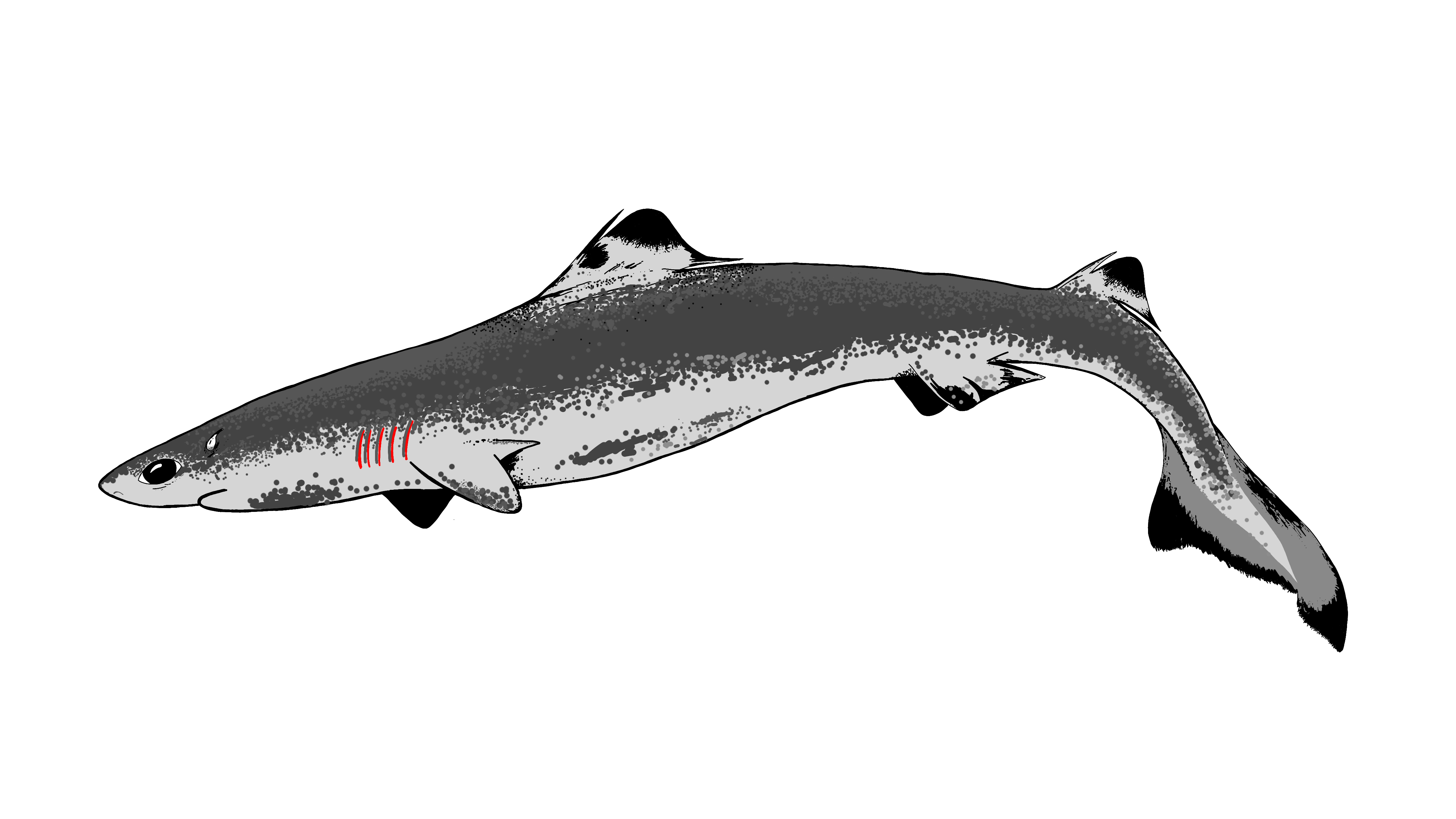
Illustration av Centrophorus atromarginatus